# Gregory Linteris
Gregory Thomas Linteris (Englewood, 4 ottobre 1957) è un ex astronauta statunitense.
Ha partecipato alle missioni STS-83 e STS-94 dello Space Shuttle, in qualità di specialista di carico del National Institute of Standards and Technology.
Durante la sua permanenza nello spazio ha portato con sé la bandiera del Friuli, essendo di origini friulane, figlio di immigrati friulani.